# Роберт Бентон
Роберт Даглас Бентон (енгл. Robert Douglas Benton; Воксахачи, 29. септембар 1932 — Њујорк, 11. мај 2025) био је амерички филмски редитељ и сценариста. Добитник је три Оскара. Његов најпознатији филм је драма Крамер против Крамера из 1979.